# Forest Hill (São Francisco)
Forest Hill é um bairro de classe alta de São Francisco, Califórnia. Está localizado próximo ao centro da cidade, à nordeste de West Portal, ao sul de Inner Sunset e ao norte da Dewey Boulevard. A construção do bairro teve início em 1912, nas terras originalmente pertencentes à Adolph Sutro. As ruas de Forest Hill não foram construídas seguindo os padrões relativos à largura, graus, etc., e por essa razão nunca foram aceitas pela cidade nem mantidas por ela até 1978.
A área ao sul da Dewey Boulevard é conhecida como Laguna Honda ou Forest Hill Extension. A extensão é uma outra seção de Forest Hill, exceto com pequenas casas e de preço mais moderado. O nome Laguna Honda é a forma em espanhol de "Deep Lagoon", presumivelmente referindo-se ao Reservatório Laguna Honda, na interseção da Laguna Honda Boulevard e Clarendon Avenue.
O Laguna Honda Hospital e a Estação do Muni Metro de Forest Hill estão localizados entre Forest Hill e Laguna Honda, próximo à interseção das avenidas Laguna Honda e Dewey. A Escola Secundária de Artes está na Portola Drive próximo à Woodside Avenue, na extremidade sudeste de Laguna Honda.